# ソニック・ユース・レコーディング
ソニック・ユース・レコーディングは、1996年にソニック・ユース自らが設立したレコードレーベルである。
1996年に大手レーベルによる商業的な制約に拘束される事無く自身や友人の作品を発表する場として設立され、結果として実験性の高い作品が多く発表されている。
ソニック・ユースが自身のレーベル名SYRを冠して発表しているアルバムには、作品ごとに違う言語を使用したサブタイトルがつけられている。SYR1はフランス語、SYR2はオランダ語、SYR3がエスペラント語、SYR5が日本語、SYR6がリトアニア語、SYR7がアルピタン語、SYR8がデンマーク語、SYR9がフランス語である。

## ディスコグラフィ

### アルバム
- ソニック・ユース : SYR1: Anagrama (1997年)
- ソニック・ユース : SYR2: Slaapkamers Met Slagroom (1997年)
- ソニック・ユース / ジム・オルーク : SYR3: Invito Al Ĉielo (1998年)
- ソニック・ユース and others : SYR4: Goodbye 20th Century (1999年)
- キム・ゴードン / イクエ・モリ / DJ オリーブ : SYR5: ミュージカル パースペクティブ (2000年)
- ソニック・ユース / ティム・バーンズ : SYR6: Koncertas Stan Brakhage Prisiminimui (2005年)
- ソニック・ユース : SYR7: J'Accuse Ted Hughes (2008年)
- ソニック・ユース with マッツ・グスタフソン and メルツバウ : SYR8: Andre Sider Af Sonic Youth (2008年)
- ソニック・ユース : SYR9: Simon Werner a Disparu (2011年)